# Przysłop Kominiarski
Przysłop Kominiarski – nieduża polana w Tatrach Zachodnich, ponad Doliną Kościeliską, położona na płaskiej, niewielkiej przełęczy pomiędzy wzniesieniami Stołów i Zadniej Kopki. Przełęcz znajduje się na wysokości 1124 m, polana 1100–1140 m. Stoki zachodnie opadają do Doliny Lejowej, wschodnie do jednego z ramion Zastolańskiego Żlebu. Polana wchodziła w skład Hali Kominy Tylkowe. Do XVIII wieku obok polany, na zboczach Zadniej Kopki wydobywano ubogie rudy żelaza.
Polana jest punktem widokowym, szczególnie na Tatry Zachodnie, dobrze widać stąd Kominiarski Wierch. Na polanie znajdują się dwa szałasy pasterskie i ławka dla turystów, a środkiem polany biegnie czarny szlak turystyczny, odcinek Ścieżki nad Reglami.
Jest jedną z niewielu polan tatrzańskich, na których nadal odbywa się wypas (tzw. wypas kulturowy).

## Szlaki turystyczne
– Ścieżka nad Reglami, odcinek z Doliny Kościeliskiej do Doliny Chochołowskiej przez Przysłop Kominiarski, Niżnią Polanę Kominiarską i polanę Jamy
- Czas przejścia z Cudakowej Polany w Dolinie Kościeliskiej na Przysłop Kominiarski: 25 min, ↓ 20 min
- Czas przejścia z Przysłopu Kominiarskiego do Doliny Chochołowskiej: 1:40 h, z powrotem 1:45 h.

## Przypisy

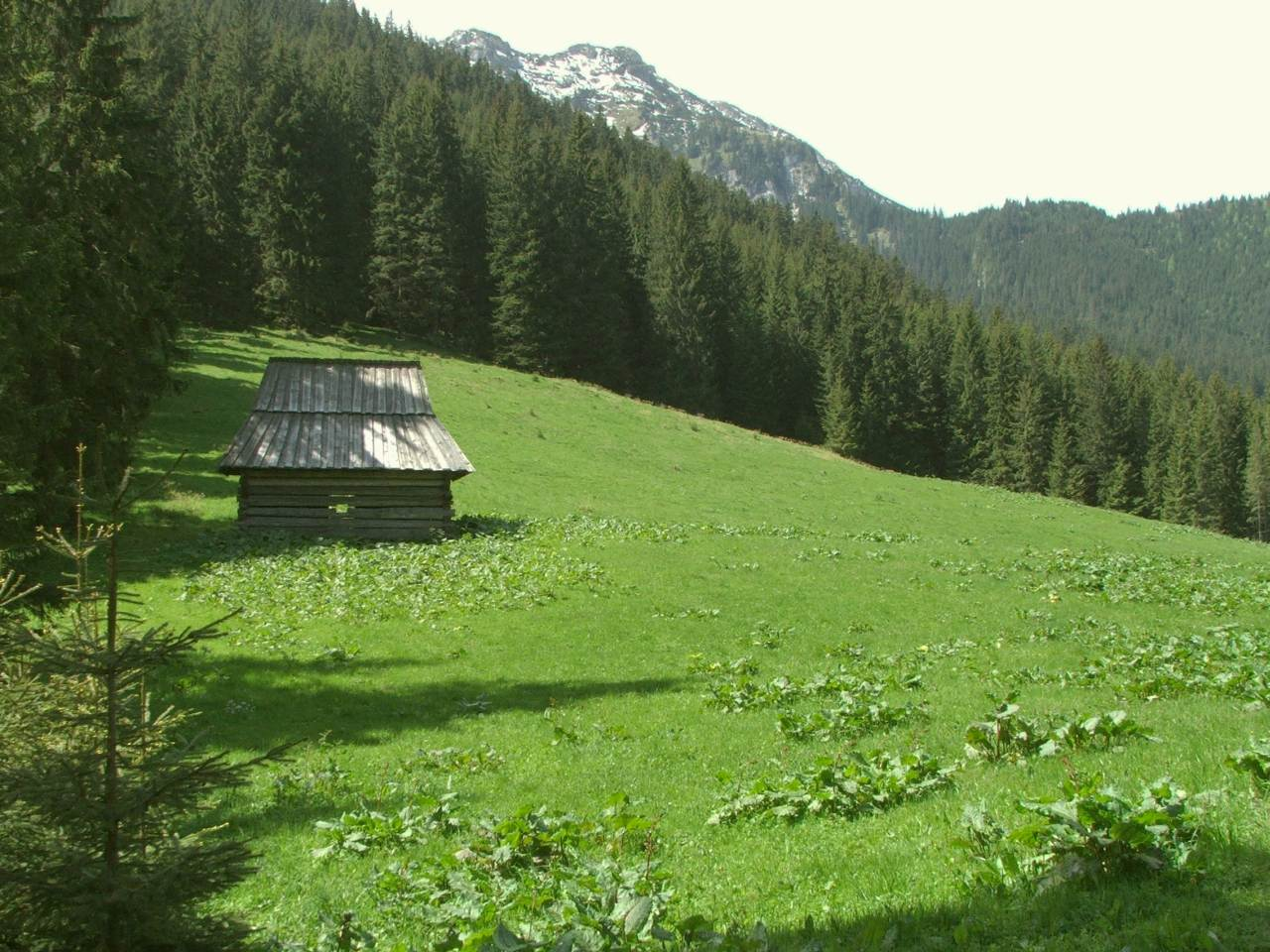
Przysłop Kominiarski – widok na Kominiarski Wierch